# Brian Knudsen
Brian Knudsen (18 april 1976) is een Deens carambolebiljarter die gespecialiseerd is in het driebanden. 
Hij eindigde op het wereldkampioenschap driebanden in 1993 in zijn vaderland op de derde plaats en op het Europees kampioenschap driebanden in 2005 op de gedeelde derde plaats.
Hij eindigde op het wereldkampioenschap driebanden voor landenteams in 2007 met Tonny Carlsen op de tweede plaats met een nederlaag in de finale tegen het Zweedse duo Torbjörn Blomdahl en Michael Nilsson.